# Saint-Antoine-de-Breuilh
Saint-Antoine-de-Breuilh település Franciaországban, Dordogne megyében. Lakosainak száma 1784 fő (2022. január 1.). Saint-Antoine-de-Breuilh Pessac-sur-Dordogne, Eynesse, Saint-Avit-de-Soulège, Saint-Seurin-de-Prats, Vélines, Nastringues, Fougueyrolles és Port-Sainte-Foy-et-Ponchapt községekkel határos.

## Népesség
A település népessége az elmúlt években az alábbi módon változott:
| Lakosok száma | 1415 | 1523 | 1756 | 2022 | 1967 | 1932 | 1877 | 1860 | 1849 | 1784 |
|               | 1968 | 1982 | 1990 | 2006 | 2013 | 2015 | 2017 | 2019 | 2020 | 2022 |